# Hydrochinon
Hydrochinon (též benzen-1,4-diol, p-dihydroxybenzen nebo chinol) je aromatická sloučenina, patřící mezi fenoly, s chemickým vzorcem C6H4(OH)2. Jeho molekula obsahuje dvě hydroxylové skupiny vázané na benzenové jádro v pozici para (na protilehlých koncích). Za pokojové teploty a tlaku má hydrochinon podobu bílých granulí.

## Nomenklatura
„Hydrochinon“ je název doporučovaný Mezinárodní unií pro čistou a užitou chemii (IUPAC) v Doporučení pro nomenklaturu organické chemie 1993.

## Vlastnosti
Hydrochinon může podléhat slabé oxidaci, kdy přechází na sloučeninu parabenzochinon (C6H4O2), často nazývanou p-chinon nebo jednoduše chinon. Redukce obrací tuto reakci zpět na hydrochinon. Některé biochemické sloučeniny v přírodě mají tuto část hydrochinonu nebo chinonu ve své struktuře, například Koenzym Q, a podléhají podobné redoxní přeměně.
Hydroxylové skupiny v hydrochinonu jsou slabě kyselé. Hydrochinon může ztratit H+ z jednoho z hydroxylů a vytvořit monofenolátový iont, anebo ztratit H+ z obou hydroxylů za vzniku difenolátového iontu.

## Použití
Hydrochinon má různá užití principiálně spojená s jeho účinkem jakožto redukčního činidla rozpustného ve vodě. Je hlavní složkou mnoha fotografických vývojek, kde společně s metolem nebo jinými vyvíjecími látkami redukuje stříbrné halogenidy na elementární stříbro.
V humánní medicíně se hydrochinon používá k povrchové aplikaci na kůži k odstraňování zbarvení kůže, protože nemá takové predispozice ke vzniku dermatitidy jako metol. Toto použití je v některých státech zakázáno, včetně členských států Evropské unie, kde je to předmětem direktivy 76/768/EEC:1976 .
Disodná sůl difenolátu se používá jako alternativní komonomer při výrobě polymeru PEEK.
Jakožto inhibitor polymerace hydrochinon brání polymeraci kyseliny akrylové, methylmethakrylátu apod.
Používá se také jako součást herbicidů, antioxidantů kůže a barviv.

## Výskyt v přírodě
Hydrochinon je jedním ze dvou primárních reagencií v obranných žlázách brouků prskavců, společně s peroxidem vodíku (a případně dalšími chemikáliemi, v závislosti na druhu), kde se hromadí v zásobníku. Ze zásobníku se dostává přes svalově ovládaný ventil do tlustostěnné reakční komory. Tato komora je potažena buňkami, které vytvářejí katalázu a peroxidázu. Když se obsah zásobníku dostane do reakční komory, enzymy rychle rozkládají peroxid vodíku a katalyzují oxidaci hydrochinonu na chinon. Při těchto reakcích se uvolňuje volný kyslík a dost tepla na to, aby se směs přivedla k varu a zhruba pětina se vypařila, čímž obsah vystříkne z břicha brouka a vytvoří horký aerosolový oblak.